# Bāsudebpur
Bāsudebpur är en ort i Indien.   Den ligger i distriktet Bhadrak och delstaten Odisha, i den östra delen av landet, 1 300 km sydost om huvudstaden New Delhi. Bāsudebpur ligger 14 meter över havet och antalet invånare är 31 827.
Terrängen runt Bāsudebpur är mycket platt. Runt Bāsudebpur är det tätbefolkat, med 511 invånare per kvadratkilometer. Bāsudebpur är det största samhället i trakten. Trakten runt Bāsudebpur består till största delen av jordbruksmark.